# Kwas alendronowy

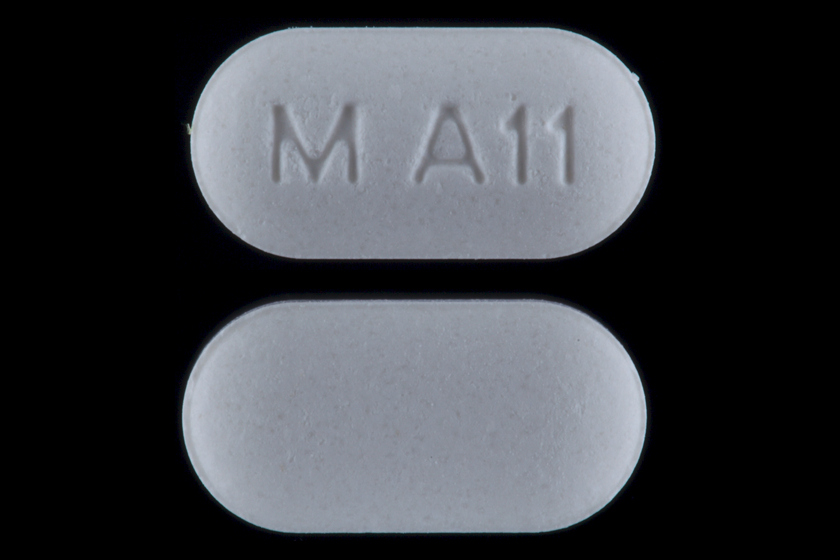
Tabletka zawierająca alendronian sodu (sól kwasu alendronowego)

Kwas alendronowy (łac. acidum alendronicum) – organiczny związek chemiczny, wykorzystywany w leczeniu osteoporozy.

## Mechanizm działania
Hamuje resorpcję tkanki kostnej wywołaną przez osteoklasty.

## Farmakokinetyka
Dostępność biologiczna po podaniu doustnym podobnie jak w przypadku pozostałych silnych bifosfonianów wynosi 0,6–0,7%. Zażycie łącznie z posiłkiem dodatkowo zmniejsza biodostępność leku. Wydalany jest w postaci niezmienionej. Po wchłonięciu do tkanki kostnej, alendronian ma szacunkowy okres półtrwania 10 lat.

## Wskazania
- Profilaktyka i leczenie osteoporozy u kobiet
- Leczenie osteoporozy u mężczyzn
- Zapobieganie i leczenie osteoporozy wywołanej kortykosteroidami łącznie z suplementacją preparatami wapnia i witaminy D
- Choroba Pageta

## Preparaty
- Alendrogen 70, AlendroLek 70, Alendronat 70, Ostemax 70, Ostenil 10, Ostenil 70, Ostodronic, Ostolek, Sedron.